# 北極鱈
北極鱈（学名：Arctogadus glacialis）為輻鰭魚綱鱈形目鱈科的其中一種，是一角鲸及其他生活在極地海域鯨類的食糧。

## 分布
本魚分布於北極圈、東北大西洋及格陵蘭東北部海域。

## 深度
水深0至1000公尺。

## 特徵
本魚頦鬚缺或退化。眼大，眼徑略等長於吻長。腭骨齒強硬。第一背鰭10至13枚軟條；第二背鰭16至21枚；第三背鰭20至25枚；第一臀鰭19至24枚；第二臀鰭19至26枚。脊椎骨數58至61。鰓耙數28至34。體呈暗色；體背黑褐色；腹部稍淡色；各鰭皆為黑色。體長可達32.5公分。

## 生態
屬大洋性魚類，三月時會出現在浮冰下方，水深10至25公尺處活動。群居性，且常一大群的出現。洄游路徑及繁殖則尚未清楚。以端腳類動物為食。

## 經濟利用
食用魚，適合各種烹調方法。